# 無名指

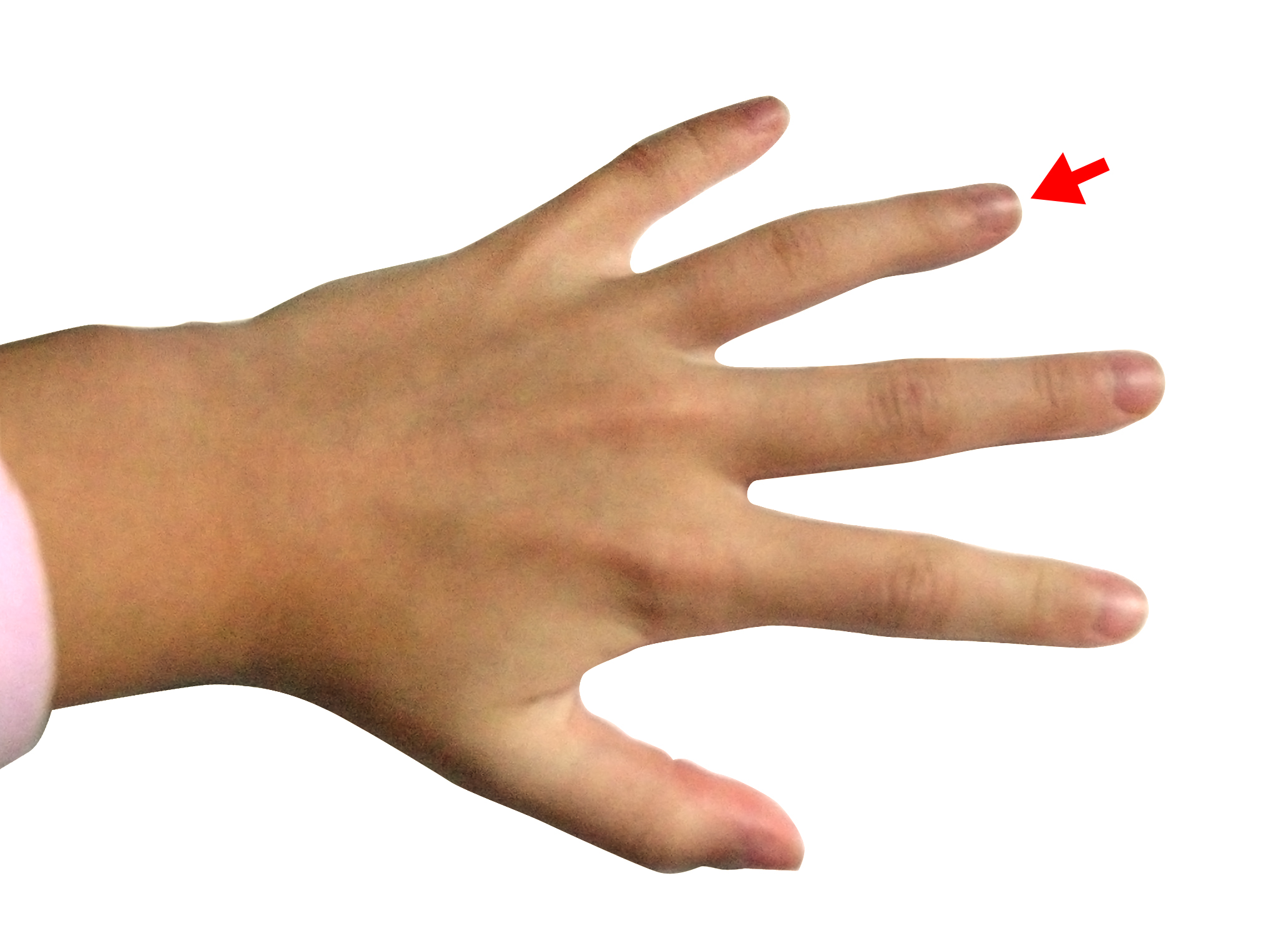
無名指

無名指，是第四隻手指，位於中指與小指之間，長度與食指相若。
在中文中，因為其他四隻手指都有其名字，但第四隻手指則沒有，所以便被稱為無名指。
採用同種命名邏輯的語言包括但不限於俄語、烏克蘭語、保加利亞語、芬蘭語、波斯語、梵語、塔塔爾語和格魯吉亞語。
在西方文化中，無名指是已婚者用作戴戒指的手指，因而更多地被叫做「Ring finger」，但其中文直譯「環指」並未為中文圈所用。

日本及韓國称其为药指（薬指）。